# Koldo Obieta
Koldo Obieta Alberdi (ur. 8 października 1993 w Gernika-Lumo) – hiszpański piłkarz, grający na pozycji środkowego napastnika.

## Klub

### Początki
Zaczynał karierę w SD Gernika, gdzie grał jako młodzik i senior do 2015 roku. Wtedy przeniósł się do Zamudio SD.

### SD Amorebieta
9 lipca 2016 roku trafił do SD Amorebieta. W tym klubie zadebiutował 21 sierpnia 2016 roku w meczu przeciwko CDA Navalcarnero (2:0 dla rywali Obiety). Zagrał całe spotkanie. Pierwszego gola strzelił 3 września 2016 roku w meczu przeciwko Realowi Madryt Castilla (3:2 dla stołecznego klubu). Do siatki trafił w 79. minucie. Łącznie zagrał 31 meczów i miał 11 bramek.

### CD Vitoria
17 lipca 2017 roku został graczem CD Vitoria. W tym klubie zadebiutował 19 sierpnia 2017 roku w meczu przeciwko CD Tudelano (1:1). Był na boisku przez 83 minuty. Pierwszego gola strzelił 17 września 2017 roku w meczu przeciwko Arenas Club (2:2). Do siatki trafił w 43. minucie. Pierwszą asystę zaliczył 13 października 2018 roku w meczu przeciwko SD Leioa (1:1). Asystował przy golu Luisa Lary w 48. minucie. Łącznie zagrał 62 mecze, strzelił 9 goli i miał 2 asysty. 

### CD Tudelano
4 lipca 2019 roku został graczem CD Tudelano. W tym zespole zadebiutował 25 sierpnia 2019 roku w meczu przeciwko CA Osasuna B (2:1 dla Tudelano). Zagrał cały mecz. Pierwszego gola strzelił 6 dni później w meczu przeciwko Arenas Club (1:1). Do siatki trafił w 60. minucie. Łącznie zagrał 28 meczów i strzelił 4 gole.

### Powrót do SD Amorebieta
10 lipca 2020 roku wrócił do SD Amorebieta. Pierwszą asystę w tym klubie zaliczył 28 listopada 2020 roku w meczu przeciwko Real Unión (1:0). Asystował przy bramce Aimara Sagastibeltza w 63. minucie. Łącznie zagrał 58 meczów, strzelił 11 bramek i miał 7 asyst.

### Miedź Legnica
20 czerwca 2022 roku podpisał 2-letni kontrakt z Miedzią Legnica.